# Torfowisko Sosnowiec-Bory
Torfowisko Sosnowiec-Bory (PLH240038) – specjalny obszar ochrony siedlisk Natura 2000 mający znaczenie dla Wspólnoty, objęty ochroną rozporządzeniem Wojewody Śląskiego nr 25/2002 z 20 czerwca 2002 r. (Dz. Urz. Nr 42/02 z 14 czerwca 2002 r. poz. 1457), zatwierdzony decyzją wykonawczą Komisji Europejskiej z dnia 10 stycznia 2011 r. w sprawie przyjęcia czwartego zaktualizowanego wykazu terenów mających znaczenie dla Wspólnoty składających się na kontynentalny region biogeograficzny (2011/64/UE). Jest to część torfowiska przejściowego chronionego w formie użytku ekologicznego „Torfowisko Bory” o powierzchni 6,68 ha – w ramach sieci Natura 2000 objęto ochroną 2 ha.
Obszar ten obejmuje zbiorowiska nawiązujące do torfowisk niskich i przejściowych z szeregiem rzadkich i chronionych gatunków roślin naczyniowych. Występują także gatunki charakterystyczne dla torfowisk wysokich. Ponadto występują tu płaty młaki niskoturzycowej. Na jego obrzeżach występują fragmenty z szuwarem trzcinowym, jak również z roślinnością zaroślową. Obszar otoczony jest przez powierzchnie leśne (lasy gospodarcze) o różnej wilgotności.
Rośnie tam wiele gatunków ginących roślin, przede wszystkim listera jajowata, storczyki (np. kruszczyk rdzawoczerwony czy szerokolistny) i rośliny mięsożerne (rosiczka okrągłolistna i długolistna oraz tłustosz).   Z gatunków szczególnie cennych występuje tutaj lipiennik Loesela (Liparis loeselii), która znajduje się w pobliżu południowej granicy zasięgu tego gatunku w Europie. Szczególnie ze względu na występowanie tego gatunku obszar ten został objęty ochroną (kod: 1903) oraz także ze względu na torfowiska przejściowe i trzęsawiska (przeważnie z roślinnością z Scheuchzerio-Caricetea) (kod: 7140).
Teren torfowisk został oceniony jako jeden z najbardziej wartościowych przyrodniczo obiektów w aglomeracji górnośląskiej. W kontekście wymierania stanowisk lipiennika, jest to stanowisko bardzo cenne.
Obszar zlokalizowany jest na terenie erozyjno-denudacyjnej Kotliny Przemszy, w południowej części miasta Sosnowiec na terenie Nadleśnictwa Siewierz, w obrębie Gołonóg i leśnictwie Maczki, w sosnowieckiej dzielnicy Maczki na południe od osiedla Bór, w obszarze na południe od ul. Czerpakowej i wschód od ul. Maczkowskiej. Jest on położony w obniżeniu z niewielkim ciekiem wodnym, trwale przewodniony, zasilany wodami wysiękowymi, całkowicie pokryty lasem mieszanym.